# Jordi Cayuela i Peiró
Jordi Cayuela i Peiró (Badalona, 15 de setembre de 1944) és un antic futbolista català de les dècades de 1960 i 1970.

## Trajectòria
Començà la seva carrera al CF Badalona, debutant al primer equip del club a l'edat de 16 anys. Diversos clubs s'interessaren pels seus serveis i finalment fou fitxat per l'Excelsior Virton de la quarta divisió belga. L'any 1964 el fitxà el RSC Anderlecht, donant el salt a primera divisió. Al club belga compartí el centre del camp amb Jef Jurion i Martin Lippens. El 1965 guanyà la lliga i copa nacionals, i les dues temporades següents tornà a guanyar la lliga. Després de 6 temporades al futbol belga, fou fitxat pel València CF on jugà tres temporades. L'any 1970 signà pel CE Castelló, on jugà sis temporades, dues a Primera, destacant una cinquena posició a la Lliga i una final de Copa disputada.
El seu germà Albert Cayuela i Peiró també fou futbolista professional.

## Palmarès
- Lliga belga de futbol:
  - 1964-65, 1965-66, 1966-67
- Copa belga de futbol:
  - 1965